# Pellolessertia castanea
Pellolessertia castanea är en spindelart som först beskrevs av Roger de Lessert 1927.  Pellolessertia castanea ingår i släktet Pellolessertia och familjen hoppspindlar. Inga underarter finns listade i Catalogue of Life.